# Endogenia
Substâncias e processos endógenos são aqueles que originam-se de dentro de um organismo, tecido, ou célula.
Elementos virais endógenos (EVEs) são sequências de DNA derivadas de vírus que estão ancestralmente inseridos nos genomas de célula germinativas. Estas sequências, que podem ser fragmentos de vírus, ou genomas virais inteiros (provirus) podem persistir na linha germinal, passando de uma geração para outra como alelos hospedeiros.
Os processos endógenos incluem a senescência, o ciclo menstrual e os ritmos circadianos auto-sustentados de plantas e animais.
Em alguns sistemas biológicos, a endogeneidade refere-se ao conteúdo de DNA (geralmente em procariotas). No entanto, devido à homeostase, o discernimento entre as influências internas e externas é muitas vezes difícil.
Fatores de transcrição endógenos refere-se àqueles que são fabricados pela célula, em oposição aos fatores de transcrição clonados.

## Etimologia
A palavra endógeno /ɛnˈdɒdʒɪnəs/ derivva do grego antigo ἐνδο-, "dentro" e -γενής, "vindo de".